# 김정준 (고려)
김정준(金廷俊, ? ~ ?)은 고려 인종 때의 관인으로, 광양 지방의 호족 출신이다. 이자겸(李資謙)의 외조부이다.
1053년 참지정사(參知政事)에 제수되었고, 1055년 내사시랑평장사 상주국(內史侍郎平章事上柱國)에 이어, 1057년 문하시랑 동내사문하평장사(門下侍郎同內史門下平章事)에 이르렀다.
1059년 치사(致仕)하였을 때 어구마(御廐馬) 1필을 하사받았다.